# ひまわり4号
ひまわり4号 (GMS-4) は、宇宙開発事業団 (NASDA) が打ち上げた静止気象衛星である。開発・製造は日本電気が担当した。

## 打ち上げ
1989年9月6日にH-Iロケット5号機で種子島宇宙センターから打ち上げられた。

## 目的
宇宙からの気象観測及び世界気象機関による世界気象監視計画の一翼を担う。

## 特徴
GMS-3と大きく異なるところはない。
元来は、GMS-3の予備機として構築された衛星であり、姿勢制御に必要な推進剤の容量を増やしたり、機構系の信頼性強化を行った衛星である。目立った故障はGMS-3と同じようになく、非常に安定した状態で運用された。唯一異なるのは、SEM（宇宙環境モニター）観測を途中で終えたことである。

## 運用
GMS-4は、1989年12月に気象庁に引き渡されて観測を開始し、1995年6月に新たに打ち上げられたGMS-5と交代して観測運用を終えた。
2000年2月に、静止軌道から外して停波した。

## 軌道
静止衛星軌道/静止位置 東経120度(観測運用時は東経140度)